# Јужносуданска фунта
Јужносуданска фунта (SD£) је званична валута Јужног Судана која је заменила дотадашњу суданску фунту. Њено увођење почело је 18. јула 2011. године. Валута се издаје у апоенима од 1, 5, 10, 25 50 и 100 фунти (новчанице) и 1, 5, 25 и 50 пјастера (кованице). На аверсу ће се налазити лик првог председника Јужног Судана Џона Гаранга. За штампање новчаница и кованица задужена је Банка Јужног Судана.

## Новац
У табели је дат преглед свих новчаница које издаје Банка Јужног Судана, са описом и вредностима:
| Напред     | Позадина                        | Вредност    | Портрет на новчаници |
| ---------- | ------------------------------- | ----------- | -------------------- |
| Џон Гаранг | ној                             | 5 пјастера  | Џон Гаранг           |
| Џон Гаранг | куду антилопа                   | 10 пјастера | Џон Гаранг           |
| Џон Гаранг | Нил                             | 25 пјастера | Џон Гаранг           |
| Џон Гаранг | жирафа                          | 1 фунта     | Џон Гаранг           |
| Џон Гаранг | говече                          | 5 фунти     | Џон Гаранг           |
| Џон Гаранг | буфало, ананас                  | 10 фунти    | Џон Гаранг           |
| Џон Гаранг | орикс антилопа, нафтна бушотина | 25 фунти    | Џон Гаранг           |
| Џон Гаранг | слон                            | 50 фунти    | Џон Гаранг           |
| Џон Гаранг | лав, водопад                    | 100 фунти   | Џон Гаранг           |